# セントポーリア
セントポーリア（学名：Saintpaulia）はかつて有効だったイワタバコ科の属のひとつセントポーリア属の総称。和名はアフリカスミレ属（英名 African violet の和訳）。
2015年に発表された論文でストレプトカーパス（Streptocarpus）内部に収まることが判明し、属名も先取権の原則で1893年に発表されたセントポーリアより古い1828年に発表されたストレプトカーパスが適用される（この論文でセントポーリア同様ストレプトカーパスに吸収されたHovanella,Schizoboea,Acanthonema,Trachystigma,Colpogyne,Linnaeopsis,Nodonemaのいずれもストレプトカーパスより古く発表された属名はない）。2025年時点ではセントポーリアの分類上の位置はストレプトカーパス属Streptocarpella亜属セントポーリア節である。
ケニア南部とタンザニア北部の山地に生息する非耐寒性の多年草。属名は発見者であるドイツ人ヴァルター・フォン・セントポール＝イレール（de:Walter von Saint Paul-Illaire）に献名されている。
花言葉は『小さな愛』

## 形態
生長形態により、ロゼット型とトレイル型の二型に分けられる。ロゼット型は節間が極めて短く、葉がタンポポのように放射状に広がる。トレイル型は節間が長く、地面を這うようにして長い茎が形成される。
花は左右相称の合弁花で、2裂した上唇と3裂した下唇から成る。裂片は下唇の方が大きい。花弁は紫色または薄紫色で、花筒は短く、舷部はほぼ直角に広がる。黄色の葯をもつ2本の雄蕊が筒部から突出している。花柱と柱頭は、花弁と同じ紫色である。花梗は葉腋から伸び、集散花序になる。
葉身は楕円形または卵形で、縁は全縁または鋸歯が入ることもある。葉身には葉毛が生えているが、その長さや形態は種により異なり、開出毛、伏毛など様々である。

## 分布
ケニア南部とタンザニア北部の山地に20種が知られている。分布の中心はタンザニアのウサンバラ山地（Usambara Mountains）周辺で、16種が生息している。この他に、タンザニアではヌグル山地（Nguru Mountains）に5種、ウルグル山地（Uluguru Mountains）に3種、ウカグル山地（Ukaguru Mountains）に1種、ケニアではテイタ丘陵（Teita Hills）に1種が知られている。

## 生態
他の多くのイワタバコ科植物と同様に、主として冷涼な日陰、多湿の環境を好み、渓谷沿いの断崖の湿った岩壁や、熱帯雨林の苔むした樹木に着生する。日本のイワタバコやシシンランの生育環境を思い浮かべると、こうしたイワタバコ科の植物の生育に好適な環境は想像しやすい。なお、ウサンバラ山地、ウルグル山地、テイタ丘陵では、農地利用のための森林伐採により林床が乾燥し、セントポーリアの生息地が年々減少している。

## 発見までの歴史
- 1884年 ザンジバルのイギリス副領事をしていたジョン・カークがセントポーリアを採取し、イギリスのキュー王立植物園に送るが、不充分な標本であったために記載までには至らなかった。
- 1887年 牧師であったW.E.テイラーがケニア南東でセントポーリアを採取し、大英博物館に送るが、またしても標本は不充分であったため、記載には至らなかった。
- 1891年 ドイツ人フォン・セントポール男爵がウサンバラ山地でセントポーリアを発見し、ドイツに住む父を通じてハノーファーのヘレンハウゼン王宮庭園へ送った。植物園長ヘルマン・ヴェンドランドにより新属新種として記載され、発見者の名前に因んで Saintpaulia ionantha と命名された。

## 原種

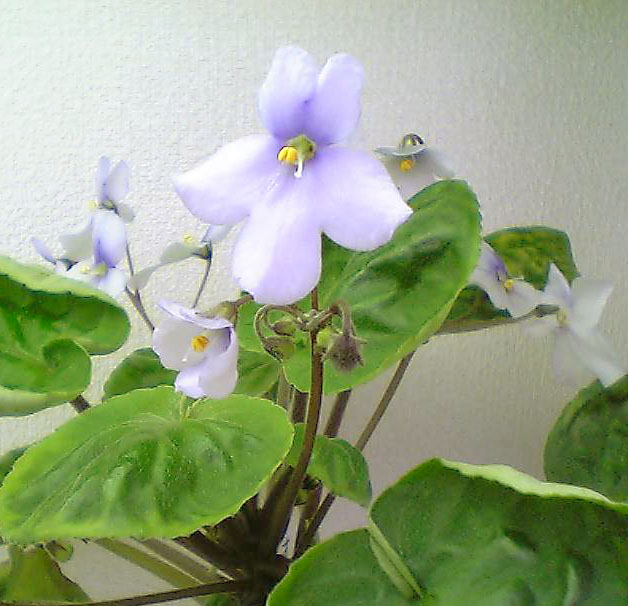
セントポーリア・オービキュラリス

原種の分類に関しては様々な議論があるが、ここでは最も一般的な24種を紹介する。ここに記した以外にも数種の変種が知られている。
イオナンタ　Saintpaulia ionantha H. Wendl.
最初に発見されたセントポーリアで、タンザニアに生息する。通常、花は紫色だが、白色の花を咲かせる変異種「ホワイト・イオナンタ」が知られている。なお、種小名のionanthaとは、ギリシャ語で「スミレのような」の意。
インコンスピキュア　S. inconspicua B.L. Burtt
タンザニアのウルグル山地に生息。
インターメディア　S. intermedia B.L. Burtt
タンザニアのウサンバラ山地東部に生息。
オービキュラリス　S. orbicularis B.L. Burtt
タンザニアのウサンバラ山地西部に生息。
オービキュラリス・パープレア　S. orbicularis var. purpurea B.L. Burtt
タンザニアのウサンバラ山地西部に生息。オービキュラリスの変種。
グランディフォーリア　S. grandifolia B.L. Burtt
タンザニアのウサンバラ山地西部に生息。種小名grandifoliaは「大きな葉」の意。
グロッティ　S. grotei Engler
タンザニアのウサンバラ山地東部に生息。
ゲッツアーナ　S. goetzeana Engler
タンザニアのウルグル山地に生息。
コンフューサ　S. confusa B.L. Burtt
タンザニアのウサンバラ山地とヌグル山地に生息。種小名confusaはconfusion（混同）に由来。以前、他の種と混同されていたことによる。
シュメンシス　S. shumensis B.L. Burtt
タンザニアのウサンバラ山地西部に生息。
テイテンシス　S. teitensis B.L. Burtt
ケニアのテイタ丘陵に生息。種小名teitensisは、生息地であるテイタ丘陵（Teita Hills）に由来。
ディフィシリス　S. difficilis B.L. Burtt
タンザニアのウサンバラ山地東部に生息。
ディプロトリカ　S. diplotricha B.L. Burtt
タンザニアのウサンバラ山地東部に生息。種小名のdiplotrichaは、「多数の毛」の意であり、葉に多数の葉毛が生えていることによる。
トングエンシス　S. tongwensis B.L. Burtt
タンザニアのウサンバラ山地東部のトングエ山に生息。種小名tongwensisは、生息地であるトングエ山（Mt. Tongwe）に由来。
ニチダ　S. nitida B.L. Burtt
タンザニアのヌグル山地に生息。
プシラ　S. pusilla Engler
タンザニアのウルグル山地に生息。
ブレビピローサ　S. brevipilosa B.L. Burtt
タンザニアのヌグル山地に生息。
ベルチナ　S. velutina B.L. Burtt
タンザニアのウサンバラ山地西部に生息。
ペンジュラ　S. pendula B.L. Burtt
タンザニアのウサンバラ山地東部に生息する。
ペンジュラ・キザレ　S. pendula var. kizarae B.L. Burtt
タンザニアのウサンバラ山地東部に生息するペンジュラの変種。種小名kizaraeは、初めて発見された場所がキザラ（kizara）だったことに由来。
マグンゲンシス　S. magungensis E. Roberts
タンザニアのウサンバラ山地東部に生息。2種類の変種が知られている。
マグンゲンシス・ミニマ　S. magungensis var. minima B.L. Burtt
タンザニアのウサンバラ山地東部に生息する。マグンゲンシスの変種。
マグンゲンシス・オキシデンタリス　S. magungensis var. occidentalis B.L. Burtt
タンザニアのウサンバラ山地西部に生息する。マグンゲンシスの変種。
ルピコーラ　S. rupicola B.L. Burtt
ケニア南部の平地に生息。

## 園芸品種
これまでに多種多様な園芸品種が作出され、その数は2万種とも3万種とも言われている。花色は赤、紫、青、白など多彩で、色合いにも、覆輪（花弁の縁に色がつく）、アイ（花の中心にだけ色がつく）、ストライプ（縞模様が入る）、スプラッシュ（斑点や斑状紋が入る）などがある。花形には、プレーン形（原種と同じ）、スター形（星の形）、フリル形（縁や花弁全体がフリルになる）などがあり、咲き方にはシングル咲き（花弁が一重）、セミダブル咲き（花弁が一重半）、ダブル咲き（花弁が二重）、フルダブル咲き（花弁が八重）がある。葉の形も多様で、プレーン形（葉身が楕円形で全縁）、スプーン形（縁が巻き上がる）、フリル形（縁が波打つ）、ウェーブ形（葉全体がうねる）などがある。

園芸品種は、それぞれの種の特徴により、以下のような種類に分けられる。
普通種
主に原種のイオナンタとコンフューサから作出された種類。茎が直立し、少しずつ伸長しながら葉を展開するため、ロゼットとなる。
ミニチュア種、セミミニチュア種
普通種のうち、サイズが小型のもの。
アルビノ種（斑入り種）
葉に白や薄いピンクの斑が入る種類。
トレイル種
茎がつる状に伸びる性質のもの。
ラプソディ種
ドイツのホルトキャンプ社で作出され、1968年に販売された。
バレー種
ラプソディ種の改良種で、アメリカのフィッシャーで作出された。
オプティマラ種
1970年代にアメリカで作出。品種名には、アメリカ、カナダの都市名や、女性の名前などが付けられている。
メロディー種
1980年代にアメリカのサニーサイドナーセリーがラプソディ種から作出した。

## 日本における栽培
日本では1970年代からラプソディ種が販売され、人気を集めた。川上敏子(1915年-2010年)は、日本の気候に適した室内栽培法を考案し、日本におけるセントポーリアの普及に努めた第一人者である。